# Cruzille
Cruzille ist eine französische Gemeinde im Département Saône-et-Loire in der Region Bourgogne-Franche-Comté (vor 2016 Bourgogne). Sie gehört zum Arrondissement Mâcon und zum Kanton Hurigny (bis 2015 Lugny). Die Gemeinde hat 264 Einwohner (Stand: 1. Januar 2022), die Cruzillois genannt werden.

## Geografie
Cruzille liegt etwa 21 Kilometer nordnordwestlich des Stadtzentrums von Mâcon. Umgeben wird Cruzille von den Nachbargemeinden Martailly-lès-Brancion im Norden, Grevilly im Osten und Nordosten, Lugny im Osten und Südosten, Bissy-la-Mâconnaise im Süden sowie Chissey-lès-Mâcon im Westen.
Die Gemeinde gehört zum Weinbaugebiet Bourgogne.

## Bevölkerungsentwicklung
| Jahr                      | 1962 | 1968 | 1975 | 1982 | 1990 | 1999 | 2006 | 2011 | 2016 |
| Einwohner                 | 256  | 262  | 247  | 259  | 243  | 231  | 232  | 246  | 261  |
| Quelle: Cassini und INSEE |      |      |      |      |      |      |      |      |      |

## Sehenswürdigkeiten
- Kirche Saint-Pierre
- Schloss Cruzille, seit 1946 Monument historique

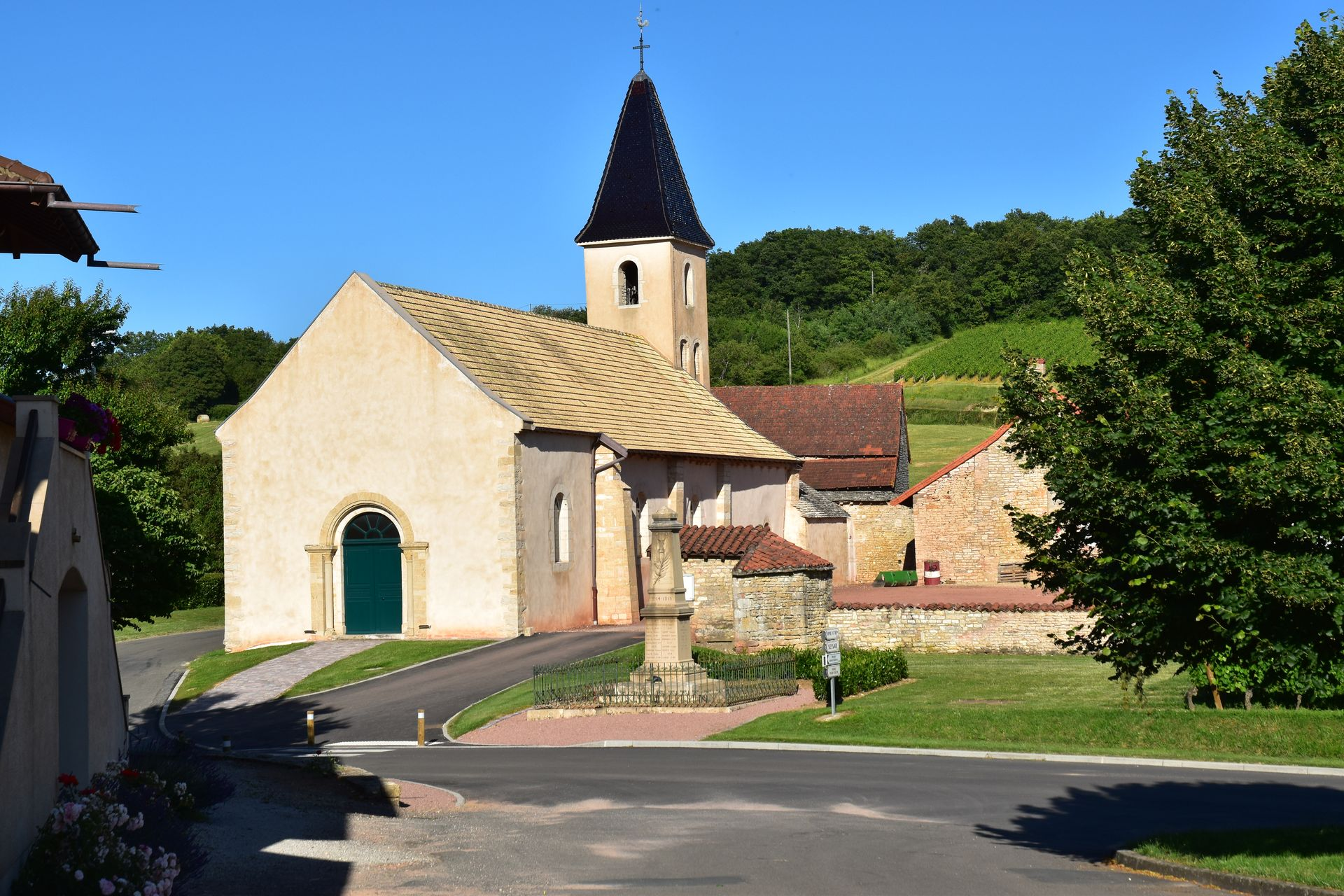
Kirche Saint-Pierre
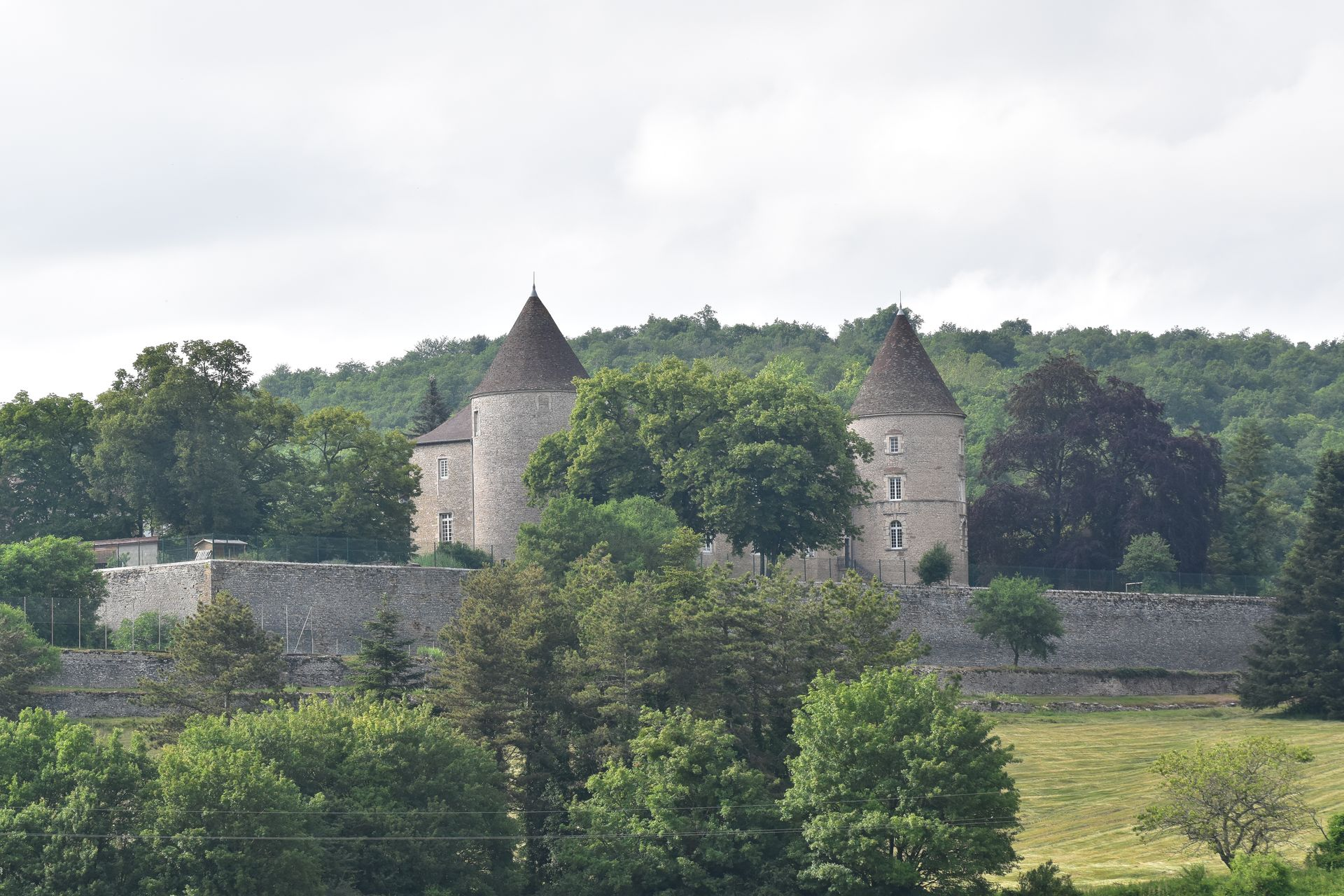
Schloss Cruzille